# Bernardino Ludovisi
Pour les articles homonymes, voir Ludovisi.

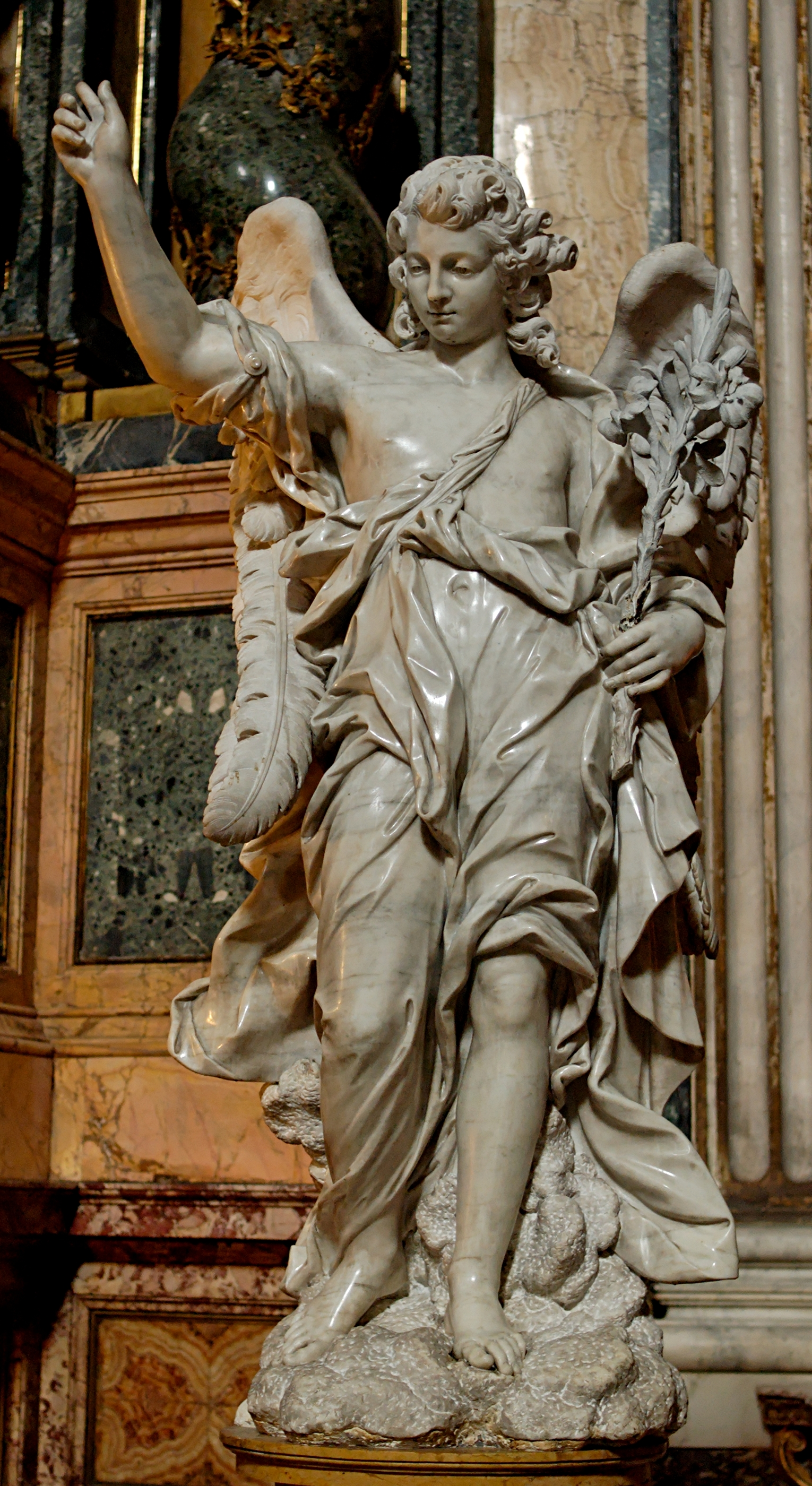
Ange portant des Lys, Autel de S. Luigi Gonzaga à Sant'Ignazio, Rome; c. 1748.

Bernardino Ludovisi (Rome, 2 janvier 1694 - Rome, 11 décembre 1749), également appelé Bernardo, est un sculpteur italien. 

## Vie et œuvre
Peu de choses le concernant sont connues. Les Ludovisi étaient une ancienne famille italienne originaire de Bologne. Bernardino semble avoir passé la plupart, sinon la totalité, de sa carrière à Rome. Il est l'exemple du sculpteur actif en son temps, compétent, mais largement oublié aujourd'hui. 
Ludovisi participe à plusieurs projets sculpturaux importants de son époque, comme la fontaine de Trevi, les œuvres sculpturales de la basilique Saint-Pierre et la façade de Saint-Jean-de-Latran. Il est l'un des six sculpteurs italiens à confier des tâches subsidiaires aux maîtres français Pierre Le Gros et Jean-Baptiste Théodon travaillant à la chapelle Saint-Ignace de l'église du Gesù. Il est également l'un des sculpteurs mandatés par le roi Jean V du Portugal pour fournir des sculptures à son palais de Mafra. Vers la fin de sa vie, il est employé par la famille Colonna, éminents mécènes des arts. 
Ludovisi commence sa carrière dans la veine du classicisme baroque, mais, en mûrissant, il se tourne vers le style français de Le Gros et du Rococo, illustrant une variation plus tardive et plus douce du baroque italien qu'Enggass a appelé barocchetto.  

## Liste des œuvres connues

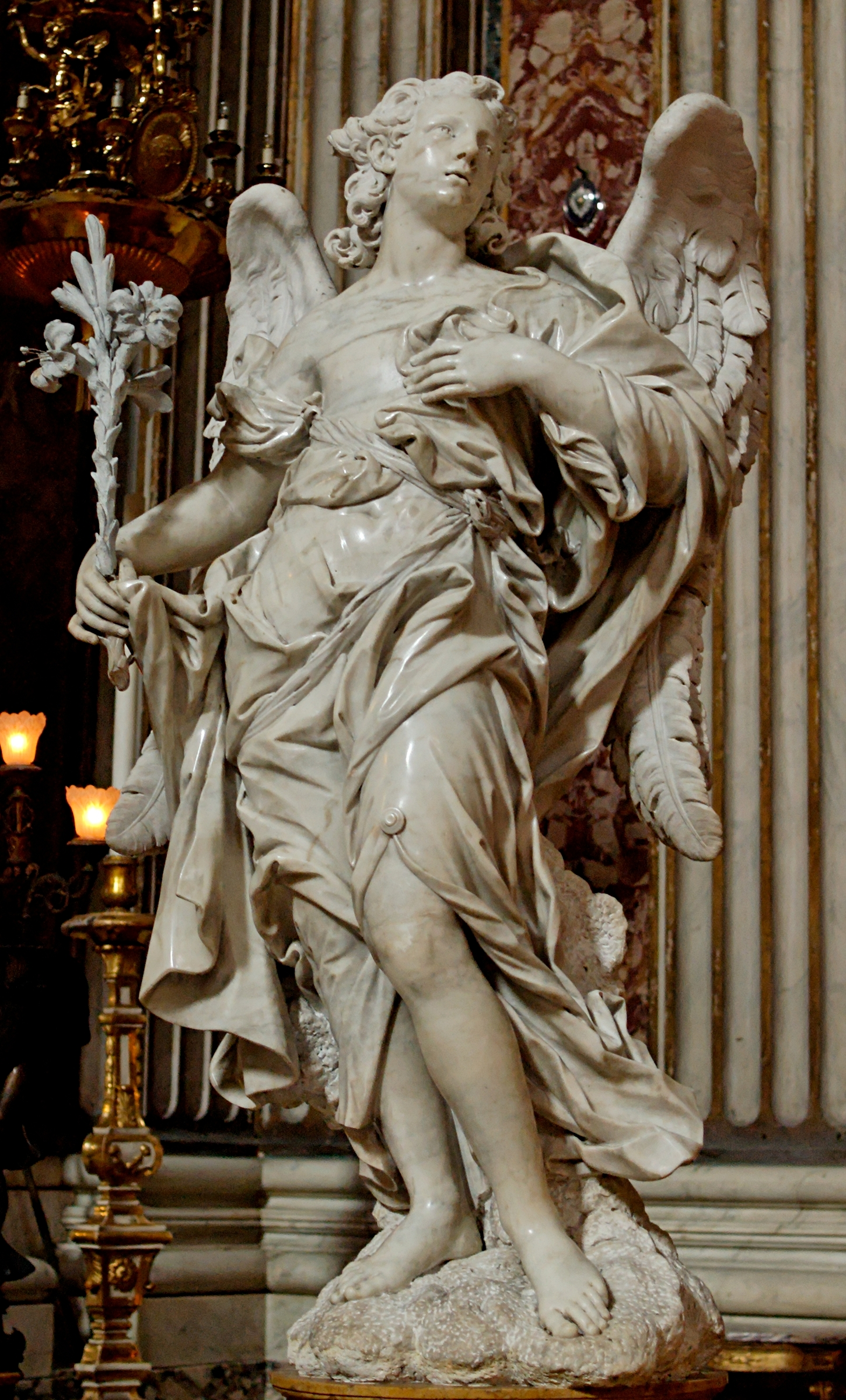
Ange portant des Lys, Autel de S. Luigi Gonzaga à Sant'Ignazio, Rome; c. 1748.

- Quatre évangélistes (stuc, vers 1723-1724), façade de Santissima Trinità dei Pellegrini, Rome .
- Dieu le Père (marbre, bronze et lapis-lazuli[2], 1726), Chapelle Saint-Ignace, Il Gesù, Rome.
- Charité (terre cuite, vers 1728), Museo di Palazzo Venezia, Rome (attribué).
- Buste du cardinal Pompeo Aldrovandi (1728), Accademia di Belle Arti di Bologna .
- Charité (travertin, 1728-1730), St Peters, Vatican, Rome.
- St Gaétan de Thiène (marbre, 1733), portique, basilique, Mafra, Portugal .
- Saint François de Paule (marbre, 1733), portique, basilique, Mafra, Portugal.
- St Augustin (travertin, vers 1735), au sommet de la balustrade de couronnement de la façade principale, S. Giovanni in Laterno, Rome.
- Dénomination de Jean-Baptiste (relief, vers 1735), narthex, S. Giovanni in Laterno, Rome.
- Caritas Romana (terre cuite, vers 1735), Musée de l'Ermitage, Saint-Pétersbourg .
- Fertilité des champs (marbre, 1736), Fontaine de Trevi, Rome.
- Anges et têtes d'angelots (stuc, vers 1735-1740), presbytère, S. Maria degli Angeli, Rome.
- Marie de Magdala (marbre, vers 1735–1740), Spencer Museum of Art, Université du Kansas, Lawrence (attribué).
- Caritas Romana (marbre, 1737), Jardim do Ultramar, Lisbonne .
- Copie de Caritas Romana (marbre, date inconnue), Museo de Arte de Ponce, Porto Rico (artiste inconnu).
- Gloire ailée (terre cuite, vers 1742), Musée de l'Ermitage, Saint-Pétersbourg.
- Giovanni Patrizj offre ses richesses au pape (relief en marbre, 1743), narthex, S. Maria Maggiore, Rome.
- Pape non identifié (travertin, v. 1743-1744), au sommet de la façade, S. Maria Maggiore, Rome.
- St Jean-Baptiste prêchant dans le désert (relief en marbre, 1743-1747), voûte, chapelle Saint-Jean-Baptiste, São Roque, Lisbonne.
- Deux Putti (argent, 1743-1747) flanquant l'adoration de l'Agneau de Dieu, face à l'autel, Museu de São Roque, Lisbonne
- Tombe de Giorgio Cardinal Spinola (marbres blancs et polychromes, gesso, bronze, 1744), nef gauche, S. Salvatore alle Coppelle, Rome.
- Tombe du Prince Filippo II Colonna (marbres blancs et colorés avec bronze doré, 1745), S. Andrea, Paliano, Italie.
- Portrait Buste du Pape Benoît XIV (marbre blanc, bronze doré, pierres précieuses, 1746), collection particulière.
- Gloire des anges (marbre, bronze doré et stuc, 1747), presbytère, S. Apollinare, Rome.
- Anges portant des lis (marbre, vers 1748), balustrade, chapelle de S. Luigi Gonzaga, S. Ignazio, Rome.
- Deux Putti (marbre, vers 1748), sarcophage flanquant, chapelle St Louis Gonzaga, S. Ignazio, Rome (attribué).
- Monument de Maria Rospigliosi Salviati (marbres blancs et colorés, 1749), chapelle Colonna, Santi Apostoli, Rome .
- L'évangéliste Matthieu (terre cuite, sans date), Inv. -Nr.9 / 87, Staatliche Museen zu Berlin .
- Tombe de Don Porfirio Antonini, S. Giovanni in Ayno, Rome (n'est plus utilisée comme église, la tombe a disparu).

## Remarques
- (en) Cet article est partiellement ou en totalité issu de l’article de Wikipédia en anglais intitulé « Bernardino Ludovisi » (voir la liste des auteurs).

1. ↑  Dizionario biografico degli italiani
2. ↑  Connu comme le plus gros morceau de lapis documenté. - Augustus J. C. Hare, Walks in Rome (1871) pp. 106f